# 趙潤玉
趙 潤玉（チョ・ユノク、조윤옥、1940年2月25日 - 2002年6月22日）は、韓国の元サッカー選手、指導者。元同国代表、監督。

## 経歴
1960年のアジアカップ韓国大会では4ゴールの活躍で優勝に貢献、自身も得点王に輝く。 1962年W杯チリ大会予選、東京オリンピックにも参加した。現役引退後は、韓国代表、釜山大宇ロイヤルズ（現・釜山アイパーク）の監督を務めた。

## タイトル

### 選手
韓国代表
- AFCアジアカップ：1回（1960）
- AFCアジアカップ得点王：1回（1960）

### 監督
釜山大宇ロイヤルズ
- Kリーグ：1回（1984）